# PKP ED 59
De PKP ED 59 is een driedelig elektrisch treinstel met lagevloerdeel voor het regionaal personenvervoer van de Polskie Koleje Państwowe (PKP).

## Geschiedenis
In 2005 kreeg PESA de opdracht voor de bouw van een prototype trein van het type 16WE. In april 2006 werd deze vierdelige trein als ED 74 001 voorgesteld en reed toen een maximalesnelheid van 175 km/h. In mei 2006 werd een deel uit deze trein verwijderd en kreeg toen de aanduiding ED 59 001.

## Constructie en techniek
Het treinstel is opgebouwd uit een aluminium frame. Het treinstel is uitgerust met luchtvering. Er kunnen tot drie eenheden gekoppeld worden.

## Treindiensten
Deze treinen worden sinds mei 2006 door Polskie Koleje Państwowe (PKP) ingezet op het volgend traject.
- Łódź - Skierniewice
- Łódź - Kutno

Het treinstel is tegenwoordig gestationeerd in Łódź.